# Raymond Gastil
Raymond Duncan Gastil (19 de dezembro de 1931 — 14 de dezembro de 2010) foi um cientista social norte-americano, mais conhecido por avaliar a liberdade política nos relatórios da Freedom in the World publicados pela Freedom House.

## Biografia
Raymond Gastil obteve o seu bacharelado (Relações Sociais, 1953), mestrado (Estudos sobre o Oriente Médio, 1956) e PhD (Ciências Sociais, 1959) pela Universidade de Harvard. Foi estudar no Paquistão (1953-4) através do Programa Fulbright, e ensinou antropologia e ciências sociais na Universidade de Oregon. Passou sete anos como pesquisador no instituto conservador sem fins lucrativos Hudson Institute, fazendo análises sobre segurança nacional e outras questões políticas, além de contribuir para o livro Can We Win in Vietnam? ("Podemos Vencer no Vietnã?"), que foi publicado em 1968 pelo mesmo instituto. No início dos anos 1970, trabalhou no Battelle Memorial Institute, empresa privada sem fins lucrativos sediada em Columbus, Ohio. De 1977 até 1988, foi diretor de pesquisas anuais da Freedom House.

## Livros
- (co-editor), Can We Win in Vietnam?, Armbruster et al. (Praeger, 1968).
- (co-editor), Why ABM?: Policy issues in the missile defense controversy, Holst and Schneider, eds. (Pergamon, 1969).
- Cultural Regions of the United States, University of Washington Press, 1976
- Social Humanities: Toward an Integrative Discipline of Science and Values (San Francisco: Jossey-Bass, 1977).
- (co-editor), Promoting Democracy: Opportunities and Issues, Goldman and Douglas, eds. (Praeger, 1988).
- (co-editor), Democracy and Development in East Asia: Taiwan, South Korea, and The Philippines, Robinson (ed.) (American Enterprise Institute, 1991).
- Progress: Critical Thinking About Historical Change (Westport: Praeger, 1993).
- (with Barnett Singer), The Pacific Northwest: Growth of a Regional Identity, McFarland, 2010
- Gastil, Raymond Duncan (1991), «2 The comparative survey of freedom: Experiences and suggestions», in:  Inkeles, Alex, On measuring democracy: Its consequences and concomitants, ISBN 0-88738-881-7 second printing, 1993 ed. , New Brunswick, New Jersey, U.S.A.: Transactions Publishers, pp. 21–46